# Луна не знает пути (песня)
«Луна не знает пути» — сингл российских музыкантов Тайпан и Агунда, выпущенный 14 января 2020 года.

## Предыстория
Как известно, ученица 9-го класса, Агунда Цирихова написала свою песню, и стала искать во Владикавказе студию, где можно записать эту композицию.
Песня была записана на студии звукозаписи коллектива «Тайпан», был выпущен 14 января 2020 года на лейбле «Союз Мьюзик». После выхода сингла Агунда и Тайпан выпустили также несколько хронологических синглов.

## Видеоклип
Релиз видеоклипа на трек состоялся 17 марта 2020 года на YouTube-канале soyuzmusic, через несколько месяцев после выхода релиза. Участниками клипа стали Агунда, Роман Сергеев, а также сам коллектив Тайпан.
Режиссёрами видео выступили музыкальный лейбл Союз Мьюзик, а креативным продюсером — Роман Сергеев.

## Чарты
| Чарт (2021)            | Высшая позиция |
| ---------------------- | -------------- |
| Россия (YouTube Music) | 4              |